# Ria Percival
Ria Dawn Percival (ur. 7 grudnia 1989 w Brentwood) – nowozelandzka piłkarka grająca na pozycji obrońcy, zawodniczka FF USV Jena i reprezentacji Nowej Zelandii, w której zadebiutowała 14 listopada 2006 w meczu przeciwko Chinom. Uczestniczka Mistrzostw Świata 2007 oraz XXIX Igrzysk Olimpijskich w Pekinie (2008).
W 2023 otrzymała Nowozelandzki Order Zasługi V klasy.